# Hervormde kerk (Oijen)
De hervormde kerk is een protestantse kerk in de Nederlandse plaats Oijen. 

## Geschiedenis
Vanaf het twaalfjarig bestand viel Oijen tot het Staatse gebied dat protestants was. In 1610 kwam de eerste protestantse dominee naar Ooijen en betrok de tot dan toe katholieke Sint-Servatiuskerk. In 1800 werd de kerk weer overgedragen aan de rooms-katholieken en tien jaar later volgde de bouw van een eigen kerk, waarvoor Lodewijk Napoleon Bonaparte een donatie had gedaan. Het was daardoor een zogenoemde Napoleonskerk. 
In 1885 werd door de kerk van Beek een orgel cadeau gegeven, dat tot die tijd ontbrak. Door het geringe aantal protestanten in de omgeving, was het diverse malen lastig gebleken om de domineesfunctie te laten bekleden. Rr werd dan ook herhaaldelijk een combinatie aangegaan met andere hervormde gemeenten.
De kerk is in 1973 aangewezen als rijksmonument

## Architectuur
De kerk is gelegen aan de voet van de dijk en is aan drie zijden gesloten en opgezet als zaalkerk. De voorgevel heeft een ingezwenkte halsgevel en twee spitsboogvensters met ijzeren tracering. De zijgevels zijn voorzien van drie spitsboogvensters. Op het dak staat een kleine spits met smeedijzeren kruis. Het dak wordt ondersteund door een tongewelf. In de kerk is een 17e-eeuwse preekstoel aanwezig.
.